# Dialetti della lingua georgiana
Il georgiano (georgiano: ქართული, Kartuli) è una lingua caucasica meridionale, o cartvelica, parlata da circa 4,1 milioni di persone, principalmente in Georgia, ma anche in Russia, Turchia, Iran e Azerbaigian. È una lingua altamente standardizzata, con i primi tentativi di stabilire norme letterarie e linguistiche risalenti al V secolo d.C. Inoltre, almeno 18 dialetti possono essere identificati come facenti parte di due gruppi maggiori: occidentale e orientale. Il georgiano standard è ampiamente basato sul dialetto kartliano del gruppo orientale (centrale), con contributi più o meno rilevanti da molti altri dialetti. A sua volta, il georgiano standard ha influenzato in modo significativo, specialmente attraverso il sistema educativo e i mass media, tutti i dialetti eccetto quelli parlati fuori dalla Georgia. Tuttavia, i dialetti mantengono ancora molte delle loro caratteristiche distintive. Nonostante le consistenti varianti regionali per quel che riguarda certi aspetti della fonologia, morfologia, sintassi e vocabolario, i dialetti georgiani sono in massima parte mutuamente intelligibili (a differenza delle altre tre lingue cartveliche, il mingrelio, il laz e lo svan).
Tra le caratteristiche che distinguono i dialetti dal georgiano standard si riscontrano:
- la presenza delle semivocali /j/ (indicata dalla lettera ჲ) e /w/ (indicata dalla lettera ჳ) davanti a certe vocali (ad es. ჲერთი jerti "uno" vs. la forma standard ერთი erti; ჳორი wori "due" vs. la forma standard ორი ori);
- l'opposizione tra l'uvulare aspirata /qʰ/ (ჴ) e l'uvulare eiettiva /qʼ/ (ყ);
- la distinzione tra vocali lunghe e brevi;
- la presenza di vocali aggiuntive rispetto alla lingua standard;
- l'uso del plurale antico in -n anziché di quello in -eb;
- la concordanza al plurale tra aggettivo e sostantivo;
- la presenza di forme verbali non-standard;
- la presenza, nel lessico, di vari arcaismi e di prestiti dalle lingue limitrofe.[2]

## Classificazione
I dialetti georgiani vengono classificati secondo la loro distribuzione geografica, che riflette una tradizionale suddivisione etnografica del popolo georgiano. Oltre alle categorie occidentale e orientale, alcuni studiosi hanno suggerito anche un gruppo meridionale. Questi possono essere ulteriormente suddivisi in cinque gruppi dialettali differenti (Gigineishvili, Topuria e K'avtaradze [1961]):

### Dialetti nord-occidentali
- Imerezio (იმერული imeruli) nella regione di Imereti
- Lechkhumiano (ლეჩხუმური lechkhumuri) nella regione di Lechkhumi
- Rach'ano (რაჭული rach'uli) nella regione di Rach'a

### Dialetti sud-occidentali
- Guriano (გურული guruli) nella regione di Guria
- Agiaro (აჭარული ach'aruli) nella regione di Agiaria
- Imerkheviano (იმერხევული imerkhevuli) nella regione di Imerkhevi (Turchia)

### Dialetti centrali
I dialetti centrali, talvolta considerati parte del gruppo orientale, vengono parlati nella Georgia centrale e meridionale, e forniscono la base della lingua georgiana standard.
- Kartliano (ქართლური kartluri) nella regione di Kartli
- Javakhiano (ჯავახური javakhuri) nella regione di Javakheti
- Meskhiano (მესხური meskhuri) nella regione di Meskheti

### Dialetti nord-orientali
Questo gruppo viene parlato dai montanari della Georgia nord-orientale.
- Mokheviano (მოხევური mokhevuri), parlato nella regione di Khevi
- Mtiuletiano-Gudamaq'riano (მთიულურ-გუდამაყრული mtiulur-gudamaq'ruli) nelle regioni di Mtiuleti e Gudamaqari
- Khevsuriano (ხევსურული khevsuruli) nella regione di Khevsureti
- Pshaviano (ფშავური pshavuri) nella regione di Pshavi
- Tuscezio (თუშური tushuri) nella regione di Tusheti

### Dialetti orientali
Due di questi dialetti, ingiloano e fereidaniano, sono parlati fuori dalla Georgia, il primo dai georgiani indigeni nell'Azerbaigian nord-occidentale, e il secondo dai discendenti dei georgiani deportati in Iran nel XVII secolo.
- Cachezio (კახური k'akhuri) nella regione di Kakheti
- Ingiloano (ინგილოური ingilouri) nella regione di Saingilo (Azerbaigian)
- Fereidaniano (ფერეიდნული pereidnuli) nella regione di Fereydunshahr (Iran)
- Tianetiano (თიანეთური tianeturi) nella regione di Tianeti

### Altri dialetti
- Il dialetto obsolescente kizlar-mozdokiano veniva parlato nelle zone caucasiche del centro-nord di Kizlyar e Mozdok dai discendenti di quei georgiani che fuggirono dall'occupazione ottomana della Georgia all'inizio del XVIII secolo. Esso era in pratica una miscela di vari dialetti georgiani intrisi di prestiti prelevati dal russo. Successivamente, il gruppo venne ampiamente russificato e il dialetto venne ad estinguersi.[5]
- Il giudeo-georgiano, o gruzinic, è una lingua parlata dagli ebrei georgiani (ampiamente georgiano per quanto concerne la fonetica, la morfologia e la sintassi, e una miscela di georgiano-ebraico per quanto riguarda il lessico),[6] considerata da alcuni come una lingua non distinta, ma piuttosto un dialetto del georgiano.[7]